# 井伊直愛
井伊 直愛（いい なおよし、1910年（明治43年）7月29日 - 1993年（平成5年）12月2日）は、日本の水産学者・政治家。旧彦根藩主井伊家の第16代当主。農学博士（東京大学・論文博士・1961年）（学位論文「極東海域におけるアミ科の分布に関する研究」）。滋賀大学経済学部講師、彦根市長。彦根市名誉市民。滋賀県出身。
幕末の大老井伊直弼の曾孫にあたる。

## 経歴
伯爵井伊直忠の庶子。生母は東京の斎藤ふく。
海軍軍人志望だったが体格に自信がなく、また当時の軍を支配していた藩閥を嫌って学問の道に進み、東京帝国大学農学部水産学科から同大学院に学ぶ。専門はアミ類で、約50種の新種を発見した。東大農学部嘱託、文部省資源科学研究所や滋賀県水産試験場、滋賀大学経済学部講師などを歴任した。
1953年から連続9期にわたって彦根市長を務め、「殿様市長」と呼ばれた。在任中の1968年、明治百年を契機に、桜田門外の変以来の歴史的わだかまりを超えて彦根市長として、井伊家当主として、水戸市の木村傳兵衛市長と話し合い、同市と親善都市盟約を締結した。1989年の選挙で獅山向洋に敗れる。
公務の傍ら水産学の研究を続け、1961年には25年がかりの研究論文「極東海域におけるアミ科の分布に関する研究」で東京大学より農学博士の学位を取得した。
1993年（平成5年）12月2日、胃癌のため彦根市松原町の自宅で逝去した。83歳没。

## 栄典
- 1989年 - 勲二等瑞宝章受章[6]

## 家族
双子の弟である井伊直弘（別名 井伊正弘）も東京帝国大学農学部を卒業した昆虫学者で、農林省に勤務した。彦根城博物館初代館長も務めた。
妻で歌人・随筆家の井伊文子は琉球王朝最後の国王尚泰王の曾孫である。長男に井伊直豪（井伊家第17代当主）が、孫娘の婿養子に井伊直岳（第18代当主）がいる。

## 関連人物
- 安居喜造